# Hagfors (gemeente)
Hagfors is een Zweedse gemeente in Värmland. De gemeente behoort tot de provincie Värmlands län. Ze heeft een totale oppervlakte van 2012,19 km² en telde 12,282 inwoners in 2011. De grootste plaats is de stad Hagfors. De gemeente heeft veel Nederlandse inwoners die hier de rust en ruimte komen opzoeken en vaak werkzaam zijn in de toeristische sector, het toerisme speelt er dan ook een belangrijke rol. Buurgemeenten zijn in het zuiden Munkfors, Forshaga en Karlstad, in het oosten Filipstad, in het noorden Malung-Sälen en Torsby en in het westen Sunne.

## Administratieve historie
In 1950 werd de gemeente Hagfors losgekoppeld van de grotere gemeente Norra Råda omdat de stad toen zijn stadsrechten kreeg. Na de gemeentelijke herindeling in 1952 voegde de gemeente Sunnemo zich toe aan Norra Råda en vormde één gemeente met de naam Norra Råda. Bij de gemeentelijke herindeling in 1974 zijn de gemeenten Hagfors Stad, Ekshärad, Gustav Adolf en Norra Råda opgegaan in de gemeente Hagfors (kommun).

## Plaatsen

#### Tätorter (plaatsen >200 inwoners)
Hagfors (stad) - Ekshärad - Uddeholm - Råda - Geijersholm - Sunnemo - Mjönäs

#### Småorter (plaatsen >50 inwoners)
Edebäck - Bergsäng - Gustavsfors - Byn en Hallen - Sörby - Västra Skymnäs - Mossberg - Ämtbjörk - Gumhöjden - Hara

#### Overige plaatsen
Stjärnsfors - Gustav Adolf - Höje - Östra Skymnäs - Skoga - Knoände